# 北海道岩見沢高等養護学校
北海道岩見沢高等養護学校（ほっかいどう いわみざわこうとうようごがっこう）は、北海道岩見沢市に位置する、道内では唯一、高等部が単独で設置されている肢体不自由教育校である。

## 基本情報
- 普通科と専門学科（工業科、商業科、生活科学科）が設置されている。
- 生徒数52名（令和6年度）[1]
- 寄宿舎（こぶし寮）が併設されている。
- 部活動[2]
  - 運動部：スポーツチャレンジ部、車いすバスケ部、のびのびクラブ
  - 文化部：演劇部、表現写真部、音楽部

## 著名な卒業生
- 池崎大輔（車いすラグビー選手）[3]
  - 2024年に開催されたパリ・パラリンピックにて金メダルを獲得した。